# Julian Cope
Julian David Cope (21 oktober 1957) is een Engelse rockmuzikant, schrijver, oudheidkundige, muziekdeskundige, dichter en culturele commentator.
Bekend geworden in 1978 als de zanger en songwriter van de postpunk band The Teardrop Explodes uit Liverpool. Sinds 1983 is hij actief als solomuzikant en werkte aan muzikale projecten zoals Queen Elizabeth, Brain Donor en Black Sheep.
Cope is ook een erkende autoriteit van de neolithische cultuur, een uitgesproken politieke en culturele activist met een publieke interesse in het occulte en het paganisme. Hij heeft twee delen geschreven van een autobiografie, genaamd Head-On (1994) en Repossessed (1999), twee boeken over archeologie, genaamd The Modern Antiquarian (1998) en The Megalithic European (2004) en twee boeken over muziek, genaamd Krautrocksampler (1995) en Japrocksampler (2007).
- Bibsys: 3085855
- Bibliothèque nationale de France: cb13933601g (data)
- CiNii: DA16454299
- Gemeinsame Normdatei: 134350537
- International Standard Name Identifier: 0000 0000 7725 4712
- Library of Congress Control Number: n91126044
- MusicBrainz: 09d878d8-bc2e-4d04-b4aa-57ab614f93ab
- Bibliotheek van het Japanse parlement: 01153909
- Nationale Bibliotheek van Israël: 987007449702205171
- Nederlandse Thesaurus van Auteursnamen: 097007048
- Système universitaire de documentation: 087609460
- Virtual International Authority File: 107039939